# Orkla ASA
Orkla ASA - це норвезька холдингова компанія, що працює в Європі, Азії та США. Orkla працює в секторах брендованих споживчих товарів та фінансових інвестицій. Акції Orkla ASA котируються на фондовій біржі Euronext Oslo, а її головний офіс знаходиться в Осло, Норвегія. Станом на 2024 рік в компанії Orkla працювало 19 671 співробітник. Оборот групи у 2024 році складав 67,8 мільярда норвезьких крон.

## Діяльність
Підрозділ брендованих споживчих товарів Orkla виробляє бренди в багатьох галузях, насамперед у Скандинавії, а також в інших місцях, таких як країни Центральної та Східної Європи та Балтійському регіоні. Серед компаній, що належать Orkla - OLW, Panda Oy, Procordia Food, Stabburet, Sætre, Pierre Robert Group та Laima.
Станом на лютий 2020 року Orkla мала основну частку в хімичній компанії Jotun (42,6%). Компанія Borregaard була продана та зареєстрована на фондовій біржі Осло у 2012 році. 50%-ва частка Orkla в Sapa Group була продана у 2017 році. Компанія Lilleborg була повністю продана компанії Solenis 12 червня 2024 р. 

## Історія
У 1654 році почався видобуток халькопіриту та засноване шахтарське селіще Леккен-Верк в районі Тренделаг, Норвегія. Пізніше також почали видобувати мідь, але видобуток міді було припинено у 1845 році. Для початку комерційного видобутку в Леккен-Верк Крістіан Тамс в 1904 р заснував компанію Orkla Grube-Aktiebolag. Для перевезення піриту була побудована Thamshavnbanen, перша електрична залізниця в Норвегії, між Леккен-Верк і портом Тамсхавн. Ця залізниця все ще експлуатується як музейна залізниця після закриття гірничодобувних робіт у Леккен-Верку 10 липня 1987 року.
У 1929 році Orkla була зареєстрована на фондовій біржі Осло, а в 1931 році було відкрито новий металургійний завод в Тамсхавн. У 1941 році Orkla почала працювати з окремими інвестиційними портфелями, а в 1975 році відкрила офіс в Осло. У 1984 році Orkla розпочала велике поглинання норвезьких газет, створивши Orkla Media як одну з трьох найбільших медіа-компаній у Норвегії. У 1992 році до Orkla Media була додана половина видавництва журналу Egmont-Mortensen, а також данська Det Berlingske Officin у 2000 році. У 2006 році Orkla продала медіа-сектор компанії Mecom.
У 1986 році Orkla об'єдналася з хімичною компанією Borregaard, розташованою в Сарпсборгу, щоб сформувати Orkla Borregaard. Потім компанія об'єдналася з продуктовою компанією Nora Industrier у 1992 році. Borregaard була виділена і вийшла на фондову біржу Осло в жовтні 2012 року, при цьому Orkla зберегла міноритарну частку в компанії. Orkla активно інвестувала в харчову промисловість і, серед іншого, придбала шведську пивоварню Pripps, а також інші компанії, включаючи Abba Seafood, Baltic Beverages Holding і Procordia Food. Норвезькі Ringnes і Pripps були об'єднані з Carlsberg Breweries, де Orkla придбала 40% акцій у 2000 році. У 2004 році Orkla продала свою частку в Carlsberg. 
У 2005 році Orkla придбала норвезьку компанію з виробництва матеріалів Elkem та шведську компанію алюмінієвих профілей Sapa Group. У 2010 році Orkla придбала естонську кондитерську компанію Kalev. 
У листопаді 2018 року Orkla оголосила, що придбає фінську Kotipizza Group.
У березні 2022 року Orkla Health оголосила про придбання 100% акцій постачальника дієтичних добавок Healthspan Group за 65 мільйонів фунтів стерлінгів.